# Episema tersina
Episema tersina är en fjärilsart som beskrevs av Otto Staudinger 1872. Episema tersina ingår i släktet Episema och familjen nattflyn. Inga underarter finns listade i Catalogue of Life.